# Corey Gaines
Pour les articles homonymes, voir Gaines.
Corey Gaines, né le 1er juin 1965 à Los Angeles, est un joueur et un entraîneur américain de basket-ball.
Son père est afro-américain et sa mère d'ascendance japonaise.

## Carrière

### Joueur
À Loyola Marymont, il remporte 26 victoires consécutives avec ses coéquipiers Bo Kimble et Hank Gathers (en).
Drafté au 3e tour (65e choix) par les SuperSonics de Seattle en 1988 à sa sortie des universités d'UCLA puis de Loyola Marymount, il joue cinq saisons en NBA pour quatre franchises différentes : Nets du New Jersey (1988-1989), 76ers de Philadelphie (1989-1990 et 1994-1995), Nuggets de Denver (1990-1991) et les Knicks de New York (1993-1994, années des finales NBA). En 80 rencontres, il marque un total de 248 points.
Il joue également en Europe (Galatasaray, Hapoël Eilat, Maccabi Haïfa, Maccabi Rishon LeZion, Scavolini Pesaro...), au Japon et dans les migues mineures américaines (Racers d'Omaha (en), Thunder de Quad City, Skyforce de Sioux Falls, Sun Kings de Yakama).

### Entraîneur
En 2003, il est joueur et assistant coach avec le Jam de Long Beach in 2003, qui remporte le championnat ABA avec d'anciens joueurs NBA comme Matt Barnes, Matt Carroll, Yuta Tabuse et Dennis Rodman.
Assistant chargé de l'attaque de Paul Westhead au Mercury depuis 2006, la franchise établit de nouveaux records de points marqués sur les saisons 2006 (87,1) et 2007 (89,0).
Le 7 novembre 2007, il devient entraîneur du Mercury de Phoenix pour remplacer Paul Westhead. Westhead était son coach lors de sa formation universitaire, où il était connu pour sa priorité donné au jeu rapide et à l'attaque, philosophie qu'il a appliquée dans ses diverses expériences et que le Mercury conserve.
En 2009, il mène le Mercury à leur second titre WNBA. Diana Taurasi est alors la seconde joueuse de WNBA à remporter le titre de meilleur marqueuse de la saison régulière, le titre de MVP du championnat et des finales, et le championnat
En novembre 2011, il est promu manager général du Mercury, succédant à Ann Meyers. Il est également entraîneur adjoint pour les Suns de Phoenix pendant les saisons NBA.
Il est remercié de ses fonctions les 8 août 2013 en raison des résultats insuffisants de l'équipe malgré le retour de Diana Taurasi et l'arrivée de la rookie Brittney Griner.